# Daniel Soranz
Daniel Ricardo Soranz Pinto (Vassouras, 16 de fevereiro de 1979) é um médico sanitarista e pesquisador brasileiro filiado ao Partido Social Democrático (PSD). É especialista em Medicina de Família e Comunidade, mestre em Saúde pública e doutor em Epidemiologia pela Fundação Oswaldo Cruz, instituição em que é professor e pesquisador.

## Carreira
Daniel Soranz atuou como médico de família no Centro de Saúde Escola Germano Sinval Faria (CSEGSF). Fez parte da equipe que elaborou o primeiro Programa de Residência de Medicina de Família da Fiocruz e participou da elaboração das diretrizes nacionais para o Curso Técnico de Agente Comunitário de Saúde. Posteriormente, foi professor da Escola Politécnica de Saúde Joaquim Venâncio, da Fiocruz. Também foi professor de Medicina e Farmácia na Fundação Educacional Serra dos Órgãos em Teresópolis. Possui 19 artigos em periódicos, é autor de 2 livros e 38 resumos publicados na área médica. Foi condecorado, em 2011, pela Câmara de Vereadores da Cidade do Rio de Janeiro com a Medalha de Mérito Pedro Ernesto, considerada a comenda máxima do Município entregue a quem mais se destaca na sociedade brasileira ou internacional. Em 2012, recebeu a Medalha Tiradentes da Assembleia Legislativa do Estado do Rio de Janeiro, honraria destinada a pessoas que prestaram serviços relevantes à causa pública do Estado. Em 2013, foi titulado como Cidadão do Município do Rio de Janeiro, e recebeu o Prêmio Bertrand Edward Dawson - Gestor de Destaque na Área da APS/MFC, da Sociedade Brasileira de Medicina de Família e Comunidade da Associação Médica Brasileira. No mesmo ano, também recebeu a Cruz do Mérito do Empreendedor Juscelino Kubitschek e a Medalha São Francisco de Assis. Daniel foi um dos idealizadores da criação do Dia do Orgulho SUS no município do Rio, data que, hoje, é comemorada nacionalmente em 21 de março. Recebeu, em 2016, em nome do Brasil, o prêmio WONCA, que é concedido ao país mais bem-sucedido ao oferecer e expandir a medicina da família e comunidade.

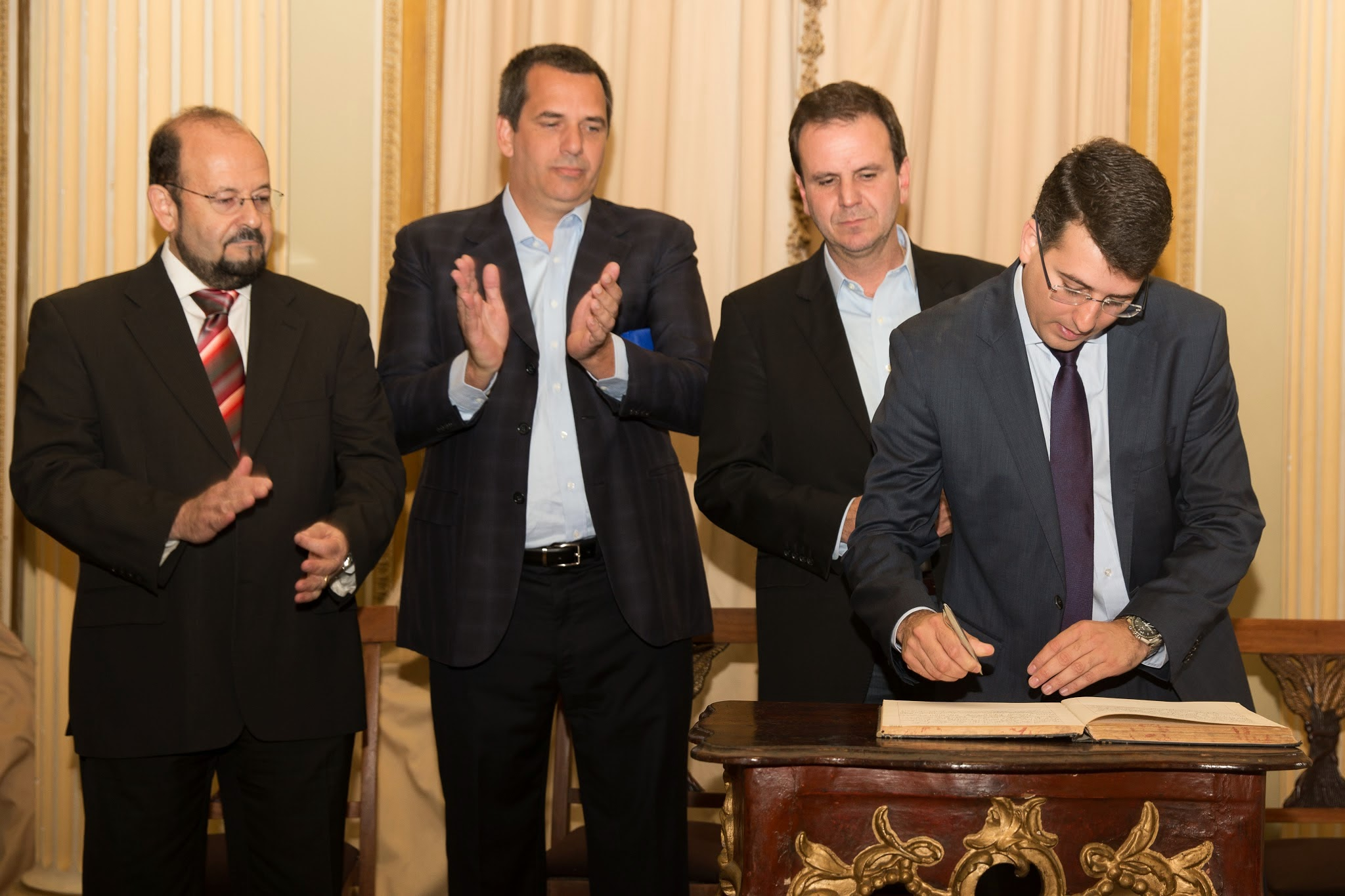
Daniel Soranz tomando posse como secretário municipal de Saúde do Rio de Janeiro em 2014

### Prefeitura do Rio

#### 2009 a 2016
Soranz chefiou a Subsecretaria de Atenção Primária, Vigilância e Promoção da Saúde da cidade do Rio, cargo que ocupou de 2009 a 2014. Posteriormente, ocupou o cargo de secretário municipal de saúde do Rio de Janeiro entre 2014 e 2016, durante o primeiro governo do prefeito Eduardo Paes, no qual liderou a reforma dos serviços de Atenção Primária à Saúde (APS) da cidade. Em 2016, foi responsável pela organização do sistema de saúde da cidade durante os Jogos Olímpicos.

##### Clínicas da Família

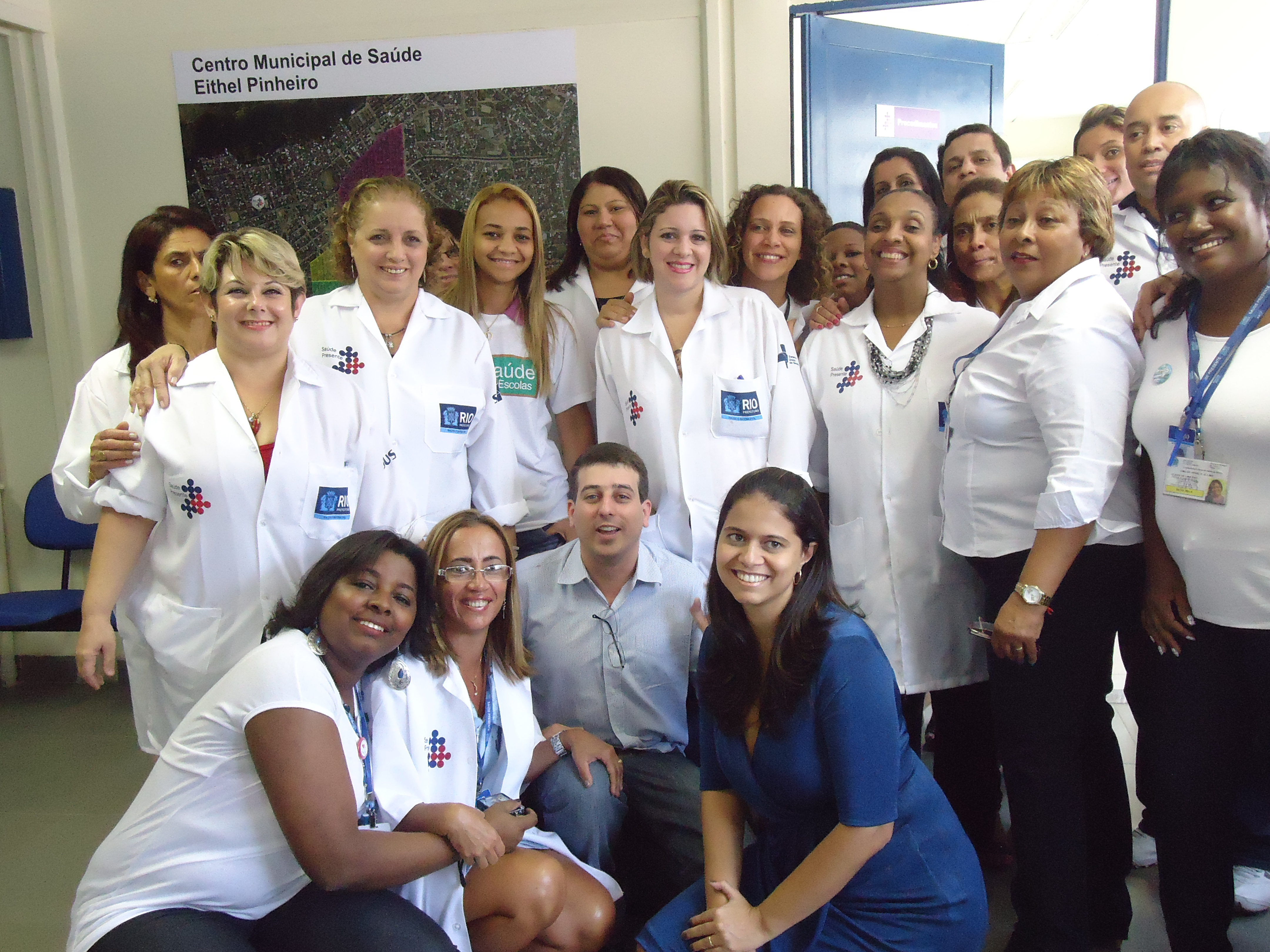
Daniel Soranz na reinauguração do Centro Municipal de Saúde Eithel Pinheiro O. Lima, em 2012, em Vila Aliança, no Rio de Janeiro.

Entre 2008 e 2016, esteve à frente do processo de expansão da cobertura da Estratégia Saúde da Família (ESF) na cidade do Rio de Janeiro. Considerada o modelo de organização da Atenção Primária à Saúde no SUS, a ESF foi convertida na principal organizadora e coordenadora de toda a rede de saúde local. As unidades básicas de saúde cariocas receberam o nome de "Clínicas da Família" e foram multiplicadas, o que permitiu aumentar a cobertura de saúde da família de 3,5% para 70% da população com a construção de 115 Clínicas da Família e a implantação de 1.280 equipes de Saúde da Família na cidade do Rio entre 2009 e 2016, atendendo 4,3 milhões de cariocas, obtendo o maior êxito entre as capitais. A análise de alguns indicadores de saúde e a aplicação de ferramentas para a avaliação da qualidade do serviço apresentaram impacto positivo do investimento na Saúde da Família no Rio de Janeiro. Houve, por exemplo, avanços no combate à tuberculose, redução nas internações hospitalares e economia de recursos. A instalação de aparelhos para a prática de exercícios físicos em locais públicos, chamadas Academias Cariocas, e a criação de um grande programa de residência médica em Medicina de Família e Comunidade, foram iniciativas que surgiram no âmbito da reforma.

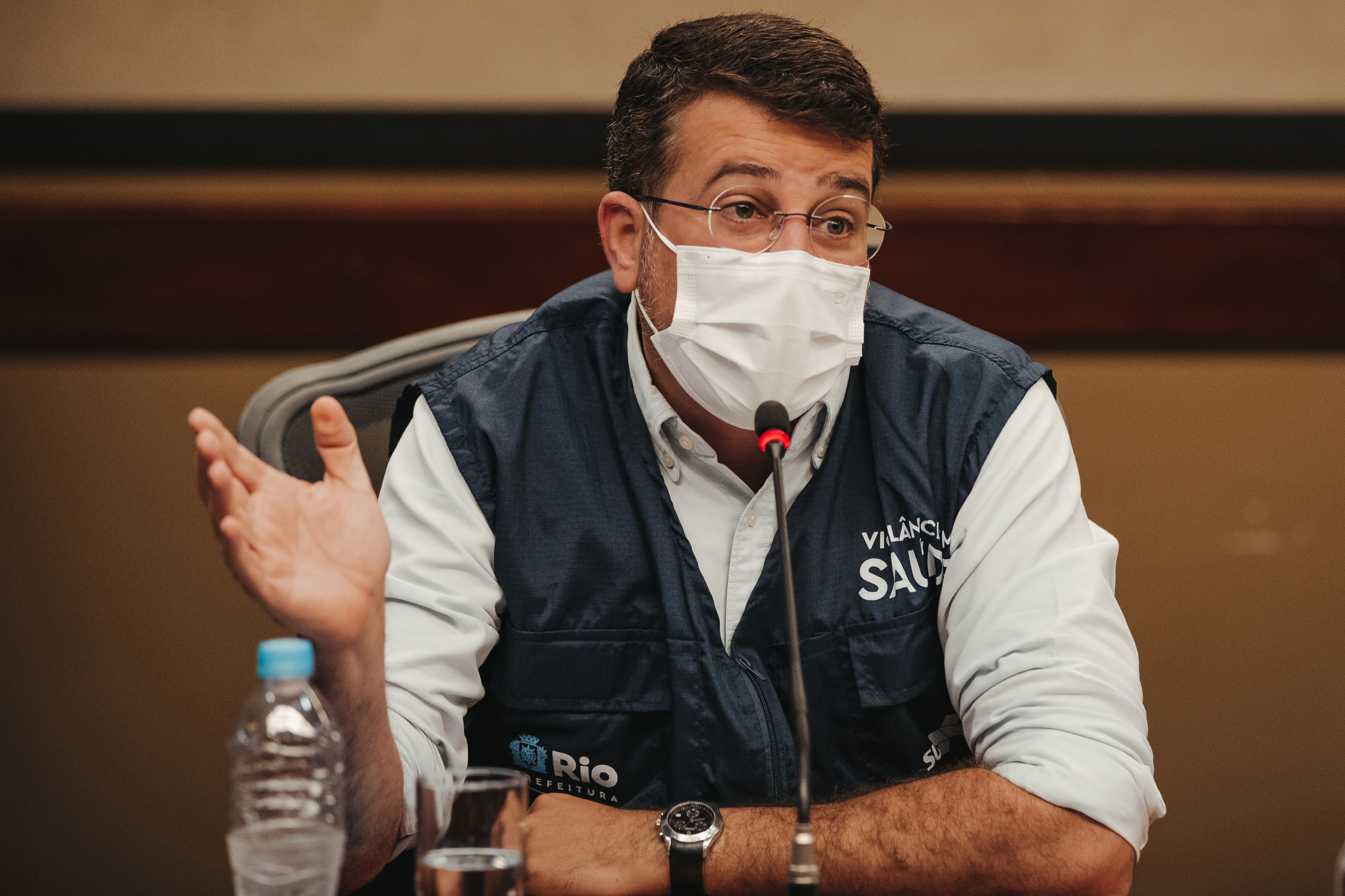
Daniel Soranz no 41º Boletim Epidemiológico da Covid-19, no Centro de Operações Rio

#### 2021 a 2022
Em janeiro de 2021, Daniel Soranz reassumiu o cargo de secretário municipal de Saúde do Rio de Janeiro, durante a pandemia da Covid-19. Em sua gestão, fez parte da elaboração do Plano de Contingência do Município do Rio de Janeiro para o enfrentamento da Covid-19 na cidade. Instituiu o Comitê Especial de Enfrentamento à Covid-19 (CEEC), em que foi presidente, e o Centro de Operações de Emergência da Covid-19, para monitoramento da doença e tomada de decisões. Também deu início à vacinação contra a Covid-19 no município do Rio, uma das maiores campanhas do país. Foi um dos idealizadores do CIE (Centro de Inteligência Epidemiológica), portal de monitoramento para auxiliar nas decisões em saúde pública. Em março de 2022, deixou o cargo de secretário municipal de Saúde e retornou à Fiocruz. Retornou ao cargo após as eleições, quando foi eleito Deputado Federal com mais de 90.000 votos.